# Kemija u industriji
«Kemija u industriji» (с хорв. — «Химия в промышленности») — хорватский ежемесячный научный журнал о химии, издающийся с 1952 года Хорватским обществом химических инженеров и технологов и по совместительству являющийся его официальным вестником и вестником Хорватского химического общества.
Предшественником этого журнала можно считать периодическое издание «Pregled tehničke literature i dokumentacije», появившееся в 1951 году и в настоящее время являющееся приложением к «Kemija u industriji». В 1952 году вышел в тираж первый выпуск «Kemija u industriji» как самостоятельного журнала, на страницах которого уже более семидесяти лет публикуются научные статьи о химии, химической инженерии, а также презентации и пресс-релизы учёных и научных сообществ.
После обретения Хорватией независимости в 1991 году, новые выпуски журнала стали издаваться при поддержке Министерства науки и образования Хорватии, а с 2005 года журнал начал выходить не только в бумажном варианте, но и в онлайн-формате. В 2014 году пост главного редактора журнала занял профессор Загребского университета Ненад Болф, ставший седьмым по счёту главредом издания после занимавших этот пост: Теодора Гьюрича (1952), Мирослава Пинтара (1953—71), Ивана Перната (1971—72), Вилима Слукана (1973—77), Ивана Бутула (1977—2001) и Данко Шкаре, пребывавшего на этой должности в период с 2001 по 2014 год.